# Miembeni SC
El Miembeni Sport Club es un equipo de fútbol de Zanzíbar (Tanzania) que juega en la Primera División de Zanzíbar, la liga de fútbol más importante del archipiélago tanzano.

## Historia
Fue fundado en el año 1945 en la capital Zanzíbar y cuenta con 3 títulos de liga, 4 títulos de copa local y 6 participaciones a nivel continental.

## Palmarés
- Primera División de Zanzíbar: 3

1987, 2007, 2008
- Copa Nyerere: 3

1985, 1986, 1987
- Copa Mapinduzi: 1

2008

## Participación en Compaticiones de la CAF
| Temporada | Torneo                       | Ronda      | Club              | Casa | Visita | Global      |
| --------- | ---------------------------- | ---------- | ----------------- | ---- | ------ | ----------- |
| 1986      | Recopa Africana              | 1          | Fortior Mahajanga | 2-2  | 0-1    | 2-3         |
| 1986      | Recopa Africana              | 2          | Power Dynamos FC  | 1-1  | 0-5    | 1-5         |
| 1987      | Recopa Africana              | 1          | Highlanders FC    | 1-0  | 0-1    | 1-1 (2-5 p) |
| 1987      | Recopa Africana              | 2          | Vital'O           | 0-1  | 1-3    | 1-4         |
| 1988      | Recopa Africana              | 1          | BTM Antananarivo  | 3-1  | 0-0    | 3-1         |
| 2008      | Liga de Campeones de la CAF  | Preliminar | Mamelodi Sundowns | 0-1  | 0-4    | 0-5         |
| 2009      | Liga de Campeones de la CAF  | Preliminar | Monomotapa United | 2-0  | 1-2    | 3-2         |
| 2010      | Copa Confederación de la CAF | Preliminar | Petrojet FC       | 2-2  | 0-2    | 2-4         |